# 圆叶黄花稔
圆叶黄花稔（学名：Sida alnifolia var. orbiculata）为锦葵科黄花稔属下的一个变种。

## 扩展阅读
- 維基物種上的相關：圆叶黄花稔